# Flaaken
Koordinaten: 52° 7′ 39″ N, 7° 57′ 10″ O
Das Naturschutzgebiet Flaaken liegt auf dem Gebiet der Gemeinde Lienen im Kreis Steinfurt in Nordrhein-Westfalen. Das aus zwei Teilflächen bestehende Gebiet erstreckt sich südwestlich des Kernortes Lienen. Direkt am nördlichen Rand des Gebietes verläuft die Landesstraße L 834, südlich verläuft die B 475. Nördlich, östlich und südlich verläuft die Landesgrenze zu Niedersachsen.

## Bedeutung
Für Lienen ist seit 1988 ein 132,5 ha großes Gebiet unter der Kenn-Nummer ST-004 als Naturschutzgebiet ausgewiesen. Das Gebiet wurde unter Schutz gestellt zur Erhaltung und Förderung von Lebensgemeinschaften und Biotopen, insbesondere von seltenen, zum Teil stark gefährdeten Wat- und Wiesenvögeln und von zum Teil gefährdeten Tierarten und Pflanzengesellschaften des offenen Wassers und des feuchten Grünlandes.